# 納粹德國空軍
納粹德國空軍（發音：[ˈlʊftvafə] ⓘ，字面意为“空中力量”）是指1933年至1945年的德國空軍，也是第二次世界大戰於1939年9月在歐洲爆發時當時世上最強大、最先進和最具戰鬥經驗的一支空軍。
納粹德國空軍於1935年德國元首阿道夫·希特勒撕毀了《凡爾賽條約》後正式成立，用途主要是為支援閃擊戰橫掃歐洲。其中，德國的飛機大部分皆為先進的設計，在技術上勝過1930年代的其他大部分國家。如Ju 87「斯圖卡」轟炸機和Bf 109戰鬥機即是當時德國空軍的代表性軍機。空軍是德軍在閃擊戰中非常重要的一部分，它提供了陸軍戰術性的密接支援，令德軍在戰爭頭九個月內以非常短的時間內取得決定性的勝利，其勝利進展直到1940年於不列顛空戰才被英國皇家空軍所中止，原因是當時的德國空軍缺乏戰略打擊能力。儘管這場空戰的失敗挫傷了德國空軍的氣勢，當希特勒於1941年6月為擴大「生存空间」而入侵蘇聯時，德國空軍在初期仍取得不小的戰果，其勝利一直到1942年至1943年的蘇聯冬天所中止。
由於德國並未在1941年或1942年取得對蘇聯的決定性勝利，德國空軍被迫陷入一場消耗戰中，作戰範圍也持續擴大到北非和大西洋。美國的參戰更使得英國皇家空軍迅速恢復實力，能對德國本土持續地空襲，德國將其反擊行動稱作「帝國保衛戰」，在這期間，德國空軍的力量持續被削弱，到了1944年中期基本上已消失，使得在西線反擊盟軍的德國陸軍缺乏空中支援。德國空軍以革命性的新式戰機持續戰鬥至戰爭最後幾天，如Me 262、Me 163和He 162，但仍無法扭轉戰敗的結果。
和纳粹德国其他军兵种一样，納粹德國空軍亦曾參與納粹德國在二战中的不人道行為，其中包括了向多所集中營派遣衛兵跟設立工廠、剝削集中營奴工從事生產等行為。

## 空軍重建

「國家社會主義飛行軍團」的三角旗，其成員多是1933年德國空軍的核心人物。

在第一次世界大戰後所簽訂的《凡爾賽條約》中規定德國不得擁有空軍，但因為德軍高層與國內民航機公司和飛行俱樂部合作，使德國在航空技術上沒有落後於其他國家。德國空軍的真正重建起於希特勒上台後數個月，他任命了在第一次世界大戰擊落了22架敵機而被授予藍馬克斯勳章的空戰英雄赫爾曼·戈林為德國航空部長，以及前德国汉莎航空第1任總裁艾爾哈德·米爾希作為後者的副手。1933年3月，負責開發與生產飛機的帝國航空部正式成立，並於不久後在雷希林設置了試驗場。戈林對國內所有的航空業擁有絕對的控制權，1933年3月25日，德國航空運動協會（Deutschen Luftsportverband，簡稱「DVLA」）吸收了國內公家與私人的航空組織，並保留其「運動」的標題。1933年5月15日，戈林合併國內所有軍事航空於帝國航空部，該日就被定為德國空軍的官方「生日」。許多國家社會主義飛行軍團的成員轉到了新生的德國空軍。由於這些前國家社會主義航空軍團的成員原本就屬於納粹黨成員，相較於德國其他軍隊，德國空軍在早期就建立了穩固的意識形態基礎。戈林於1933年至1936年在空軍的重建上扮演了關鍵性的角色，但到1936年並未深入參與空軍的發展，而米爾希則作為德國空軍實質上的執行長直到1937年。
對德國空軍來說，戈林對空軍規劃與生產並未干涉是一大幸運。戈林對近代的航空發展對沒有多少瞭解，他上一次的飛行是在1922年，戈林也在飛機的原理和技術問題上缺乏認識，自己也沒有經常吸收相關知識。身為空軍總司令的戈林雖然在1936年後將重建空軍的事務交給了米爾希，但他仍以希特勒「政治核心圈」的角色發揮了影響力，提供大量資金來重建和武裝空軍。
另一位對德國空軍重建的重要人物為赫尔穆特·维尔贝格。韋爾堡在德國空軍的建軍方向扮演非常重要的角色，韋爾堡曾在1920年代擔任了威瑪共和國德国国防军秘密成立的空軍參謀部要職8年，具有相當的經驗，也是空軍高級幹部的理想人選。戈林希望韋爾堡能擔任空軍的總參謀長，然而因為韋爾堡之母是猶太人，為此而沒有安排該職位，但又不希望因此浪費了他的才能，便向他保證第三帝國的「法律」不適用於他，並讓他留在空軍參謀部，幫助瓦爾特·韋佛制定空中交戰指揮與《第16號條例》的各事項。

## 戰爭的準備（1933年至1939年）

### 韋佛時期（1933年至1936年）
與英美兩國的主流看法不同，德國空軍並非為陸軍的附庸。德軍軍官積極地發展對敵人施以戰略轟炸的能力，然而德國必須優先考量地緣政治和經濟因素，雖然空軍持續發展戰略理論，但因為德國是一個傳統陸權國，空軍必須以支援陸軍的方向來發展。
因為上述的原因在1933年和1934年期間，德國空軍領導人著重於它們「戰術支援」的能力。空軍在第一次世界大戰中，就曾作為重要的支援角色。在此方向的發展上，俯衝轟炸機被認為是在破壞敵軍指揮部和後方通訊網的行動中，不可缺少的先頭部隊1934年，德國空軍發表了《第10號條例：戰鬥機》（Dienstvorschrift 10：Der Kampfflugzeug），提倡在執行作戰行動外的空中支援與攻擊地面目標。1926年的作戰手冊《空戰行動指揮要領》（Directives for the Conduct of the Operational Air War）持續作為德國空軍的作戰方針，直到1935年。該手冊指出國防軍空軍總司令部（Oberkommando der Luftwaffe，OKL）必須集中其力量投入於有限的作戰行動（並非戰略性行動）；保衛特定地區領空與支援陸軍作戰。
有了穩固的戰術作戰概念後，德國空軍理論家需要一個戰略方針與組織。一戰德意志帝國空軍的一名軍官（並非飛行員）羅伯特·克瑙斯在戰後長期擔任漢莎航空的飛行員，經驗豐富，同時也是一位知名的空中力量理論家。克瑙斯擁護杜黑有關「可以藉由轟炸敵方工業設施與對主要城市的恐怖轟炸來獲取戰爭勝利」的理論，並提倡對敵國平民的攻擊。對於杜黑恐怖轟炸的主張，德國參謀部極力反對，認為這種行動會招來敵軍的報復，從而波及到德國平民與城市
1934年12月德國空軍參謀長瓦爾特·韋佛試著將空軍的作戰學說轉為戰略層面。此時韋佛為了建立戰略轟炸部隊，而進行了軍事演習（假想敵為法國）試著證明自己的理論。儘管這次演習中仍有攻擊地面部隊和通信設備的行動，韋佛認為它還是證明了戰爭中的決定性之處在於摧毀敵人的軍事工業能力，並在1935年制定了《空軍第16號命令：空戰指揮》（Luftwaffe Regulation 16: The Conduct of the Air War）， 認為空軍的作戰任務應該針對以上目標。

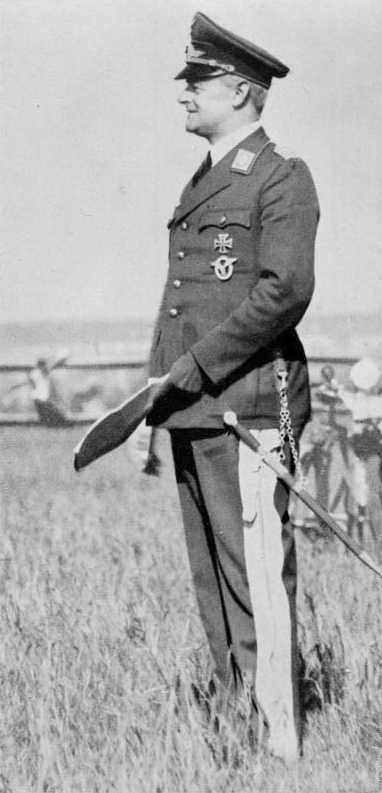
瓦爾特·韋佛，在1933年至1936年期間擔任空軍參謀部長。

對於此理論德國空軍高層拒絕實行恐怖轟炸的行動。雖然恐怖轟炸被認為會造成反效果，提高而非摧毀對方的抵抗意志，但後來改變了空軍原本主要的作戰任務「摧毀敵人軍隊」，而加入了此類轟炸行動。至於後來對格爾尼卡、鹿特丹和華沙等城市的轟炸則被德軍認為是戰術性的軍事支援行動，而非戰略性的恐怖攻擊。
然而韋佛了解戰略轟炸的重要性。在空軍於1935年最新引入的作戰理論《航空空戰指揮》（The Conduct of the Aerial Air War）中，韋佛摒棄了杜黑的理論和歸納了空中戰略的5個要點：

1. 通过轰炸敌方機場與製造廠并击败进攻德軍目标的敌军飞机，以摧毀敵军空軍。
2. 藉由摧毀鐵路、公路，尤其是橋樑和隧道等重要補給線而妨礙敵人陸軍大規模兵力的行動。
3. 有效支援陸軍單位，藉由轟炸摧毀敵方陸軍，直接性地參與陸戰。
4. 藉由轟炸敵方海軍基地，保护德军海军基地，和直接性地參與海战以支援海军作战。
5. 能有效癱瘓敵軍後勤與生產單位，給予敵軍戰爭潛力上的負擔。

韋佛相信戰術型的軍機僅是空軍戰略力量發展的第一步，並開始計畫生產戰略轟炸機機隊，試著將戰略轟炸轉為戰爭爆發時的空軍主要戰略。1934年5月韋佛開始實行一個長達7年的烏拉爾轟炸機研製計畫，這款轟炸機將負責空軍轟炸蘇聯心臟地帶的任務。1935年，此計畫衍生出了Do 19和Ju 89兩種長程轟炸機的原型機，雖然兩者因動力不足皆未完成。1936年4月韋佛制定其「A轟炸機」需要有航程6,700公里（4,163英里）和承載900公斤（1,984磅）炸彈的能力。然而韋佛的烏拉爾轟炸機計畫遲遲沒有完成，而他所不斷提倡的空中戰略方針也被放棄。
到了1930年代晚期，德國空軍沒有明確的作戰用途。空軍雖然並非為陸軍的附屬支援力量，但也沒有明確的戰略性任務。德國空軍變成一個能執行非常廣泛作戰任務，而非特定任務的軍事組織，其功能也處於戰術和戰略兩方面之間。因此，德國空軍被彈性使用在各任務中，以及提供陸軍條件以達到戰鬥中決定性的勝利。事實上在戰爭爆發之前，德國空軍僅有15％的軍機是專用於支援陸軍作戰，而因為德軍在二戰初期接連的閃擊戰勝利，使人們存有一種錯誤觀念，認為德國空軍是僅以戰術支援為目的而建立的。

### 建軍方向的改變（1936年至1937年）
1936年6月3日韋佛與他的工程師因為搭乘的He 70未作細部檢查而墜毀，兩人皆喪命。韋佛死後，戈林任命阿爾貝特·凱塞林作為繼任者，擔任空軍參謀長，和任命恩斯特·烏德特擔任帝國空軍技術部（Technisches Amt）部長。儘管烏德特並非航空技術的專家，他還是對德國空軍的建軍方向有了一定的影響，他主張空軍應使用中型、快速的轟炸機於作戰地區摧毀敵人的航空武力，而非對飛機製造廠進行轟炸。
凱塞林和烏德特的主張發展並非順利。在凱塞林於1936至1937年擔任參謀長期間，他與烏德特彼此在爭奪權力與軍中勢力，並要做戈林「應聲蟲」的工作。烏德特後來意識到自己的極限，而他在研製德國軍機上的失敗將會為空軍帶來長期的不良影響。

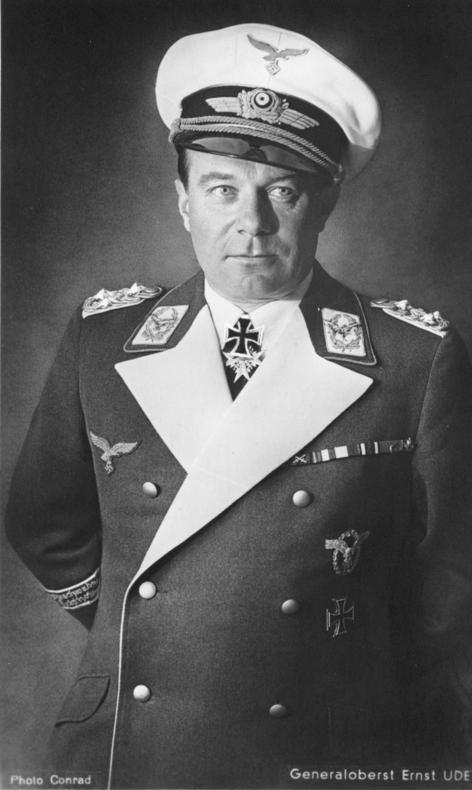
恩斯特·烏德特，和凱塞林一起負責為德國空軍設計出，最適合其作戰方針的機種，並著重於戰術支援的功能。

德國空軍的戰略轟炸機沒有進展主要是因為以下幾個原因；許多空軍將領認為中型轟炸機就具有戰略轟炸的能力，來應付德國最可能交戰的國家，如捷克斯洛伐克、波蘭和法國，但認為在面對英國時會遭遇困難。1939年德國第2航空隊指揮官—海爾穆勒·費爾麥航空兵上將被要求負責制定德國空軍對英倫三島的作戰計畫，他認為可以藉由轟炸來摧毀英國抵抗意志，進而獲取勝利。費爾麥曾於筆記中記述，認為英國已在慕尼黑危機，倫敦市所爆發的恐慌中暴露了其弱點。還有是技術問題，德國設計師從未解決He 177轟炸機早期引擎容易著火的問題。此外，德國並不具備其經濟實力與資源來同時對付英國和美國。而空軍總司令部並未發展適合生產戰略轟炸機的相關工業。到了1939年德國空軍因為仍沒有對敵人施以戰略轟炸攻擊的能力，導致在1940年不列顛空戰中決定性的失敗。
納粹德國在重整軍事力量時遇到的其中一個困難為物資的不足，德國進口物資主要為整建空軍，其中以橡膠和鋁最為重要。而石油因為最容易受到封鎖，德國國內拼命研製合成燃料，但仍無法滿足需求。1937年德國進口了超過前10年進口總和的石油，但至1938年夏天仍只有25％的需求量得以滿足。鋼材原料方面，戈林在1938年11月報告其經濟狀況非常危及，而工業約能應付83％的需求量，因此國防軍最高統帥部下令減少對軍備的鋼鐵與原料物資生產量。原料物資供應量的減少對空軍來說影響重大，約減少了30％的鋼材、20％的銅、47％的鋁和14％的橡膠。在如此情勢下，即使米爾希、烏德特和凱塞林他們希望，也不可能建立一支擁有強大戰略轟炸能力的空軍。
因為以上原因，德國空軍僅限制生產比韋佛的烏拉爾轟炸機所需物資與人力更少的雙引擎中型轟炸機，且德國工業必須花費兩架中型轟炸機的資源才能生產一架重型轟炸機，帝國航空部也未發展需要長時間研製的重型轟炸機。戈林曾說過：「元首不會過問那些轟炸機有多大，只會在乎有多少架」。德國空軍主導計畫的軍官過早去世，使得德軍在二戰並未建立一支「戰略空軍」，最後被證明為德國戰爭機器的致命傷。
德國空軍在戰略能力方面的缺乏在早期就已顯露出跡象，當蘇台德危機持續升溫時，德軍卻並未準備戰略性的空戰（即使當時英法兩國非常弱勢），希特勒也下令將空軍擴增到目前的5倍。空軍總司令部也嚴重忽視運輸機的需求，甚至到了1943年仍稱運輸行動為「轟炸機特別任務」（Kampfgeschwadern zur besonderen Verwendung，KGzbV）。1938年3月，德奧合併事件發生時，戈林命令費爾麥研究空襲英國的可能性，費爾麥表示除非獲得荷蘭與比利時一带的空軍基地和空軍擁有重型轟炸機，否則不可能。然而因為英國出賣了捷克從而避免了戰爭，其重型轟炸機需求頓時消失。
德國空軍的弱點直到戰爭爆發前都未顯露出來，同時由德國設計如Bf 109、He 111、Ju 87「斯圖卡」和Do 17等軍機表現地相當出色。它們首次在派遣西班牙內戰的兀鷹軍團中亮相，對抗蘇聯製的共和軍飛機。空軍也很快的意識到雙翼機的過時，並將He 51戰鬥機由前線服役轉為訓練之用。最令人印象深刻的是亨克爾和多尼爾提供空軍速度優於戰鬥機的轟炸機。參加內戰中的飛機裡（主要是1938年後所生產的）還有非常舊式的Ju 52運輸機（該機很快就成了運輸部隊的核心）擔任轟炸任務。西班牙內戰期間希特勒曾說過：「佛朗哥應為Ju 52立一個紀念碑，以感謝它對西班牙革命成功的重要貢獻」。

### 俯衝轟炸
1937年因為水平轟炸機的低準確度，使得德國空軍瞭解到俯衝轟炸的優勢，其對小型機動目標的戰術轟炸精準度後來還遠勝過一些傳統重轟炸機。航距並非它們任務的關鍵要素，且它們通常能有效、快速地對敵人進行轟炸，節省陸軍要佔領目標附近地區，設置砲兵陣地的麻煩。俯衝轟炸機通常是兩名乘員、單引擎的飛機，能在僅6、7名乘員飛機的10％成本，達到準度有25％的更大成果。這些優勢使恩斯特·烏德特極力提倡俯衝轟炸機的使用，尤其是Ju 87。
烏德特對俯衝轟炸機的愛好嚴重影響了德國空軍的長遠發展。這種戰術性的戰鬥轟炸機方案僅能作為新式戰機服役的過渡替代品。1936年Ju 52是德國轟炸機艦隊的骨幹，也促成在新式轟炸機問世前，帝國航空部先生產Ju 86、He 111和Do 17轟炸機等過渡使用。然而Ju 86的性能差，He 111也比較好。於西班牙內戰中測試的結果使烏德特（包括部份德國軍工業人員）認為其彈藥的浪費量以軍事的角度來說是難以接受的。於是烏德特開始計畫俯衝轟炸機的生產，即改變Ju 88和He 177的原本設計，Ju 88的50,000架生產就被預定了，該機的重量也由7噸增加到了12噸，結果使其速度變得低於200公里/時。烏德特也以同樣的作法改變He 177的設計，將其發展為重型轟炸機。

### 軍事動員（1938年至1939年）
到了1939年夏德國空軍擁有9支大部分裝備了Bf 109的戰鬥航空聯隊、4支裝備Bf 110重型戰鬥機的驅逐大隊（Zerstörergeschwader）、11支裝備He 111和Do 17Z的轟炸機聯隊和4支俯衝轟炸航空大隊（Sturzkampfgeschwader）。Ju 88意外地在設計上碰到困難，因此當戰爭爆發後僅有12架得以投入使用。德國空軍此時共有373,000名士兵（其中有208,000名的傘兵、107,000名士兵的高射砲部隊和58,000名的通訊兵），飛機則共有4,201架作戰飛機，其中1,191架轟炸機、361架俯衝轟炸機、788架戰鬥機、431重型戰鬥機和488架運輸機。儘管有些不足與缺陷，德國空軍在當時仍是一支令人敬畏的軍事力量。
然而即使到了1940年春德國空軍仍尚未全體動員。儘管存有原物料短缺的問題，烏德特還是藉由引進航空工業一天工作10小時的制度，並加以合法化。在此期間建立了30個轟炸機中隊（Kampfstaffeln）和16個戰鬥機中隊（Jagdstaffeln）。此外還有5支驅逐軍團（Zerstorergruppen），分別是JGr 101、102、126、152和176被組建，全都配有Bf 110。
德國空軍也大大擴增空勤人員的訓練，為原本的142%，飛行學校共63所。這些設施後來被轉移到德國東部，遠離可能存有的盟軍威脅。空勤人員後來達到4727名，增加原本的31％。然而因為如此急速的擴增和訓練導致997人死亡和額外700人受傷，946架飛機也毀於這些意外中。完成訓練的空勤人員約有3,941名，而德國空軍此時約有220萬人。

## 空軍組織

### 空軍指揮官

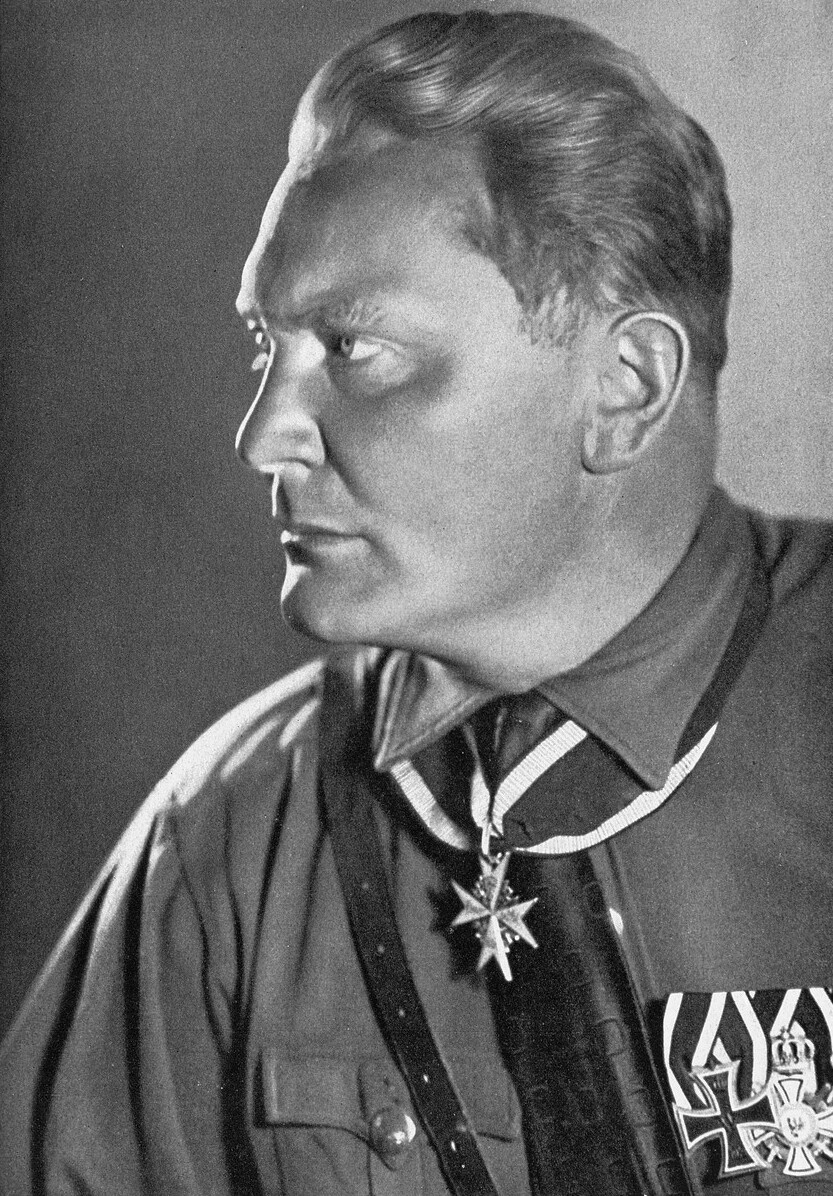
赫爾曼·戈林，擔任德國空軍總司令直到1945年4月。

在整個第三帝國歷史中，德國空軍僅有兩位總司令。第一位為赫爾曼·戈林，第二位是空軍一級上將羅伯特·里特爾·馮·格萊姆，而後者不久就晉升為德軍最高軍階元帥（不含帝國元帥）。其他被晉升至第2高軍階者有阿爾貝特·凱塞林、胡戈·施佩勒、艾爾哈德·米爾希和沃尔弗拉姆·冯·里希特霍芬。
在柏林戰役即將結束，柏林被蘇聯紅軍所包圍時，戈林發了一封電報給希特勒，建議他交出指揮權，由自己接管「帝國」。希特勒將其解釋為叛變，並撤銷戈林所有職務並下令逮捕，但戈林的黨衛隊並未執行該命令。後來戈林於1945年5月9日在巴伐利亞被美軍所俘虜，並在戰後紐倫堡審判中被判處絞刑。雖然戈林要求採以槍決以死的像個軍人，但遭法院拒絕。在行刑前，戈林以預藏的氰化钾服毒自殺死於獄中。而施佩勒被最高統帥部審判起訴，為戰後紐倫堡審判最後的12人之一。他被起訴的4項罪名後來皆被撤銷，在1953年死於慕尼黑。

### 組織與指揮體系
第二次世界大戰開始時，德國空軍有4支航空隊（Luftflotten），分別駐於德國25%的領地。隨著戰爭的進程，德國佔領地區增多，其航空隊也逐漸擴增。舉例來說，第5航空隊就是在1940年為了應威瑟演習作戰而創建的，而其他航空隊亦因必要需求而建。每一支航空隊下包含數個航空軍（Fliegerkorps）、航空師（Fliegerdivision）、戰鬥機軍（Jagdkorps）、戰鬥機師（Jagddivision）或戰鬥機指揮部（Jagdfliegerführer）。各單位內由各種類型的軍機所組成，通常是分成數個聯隊（Geschwader），而中隊（Staffeln）和轟炸大隊（Kampfgruppen）則是獨立的。
每個聯隊由聯隊長（Geschwaderkommodore）指揮，其軍階可能是少校、中校（Oberstleutnant）或上校（Oberst）。他的參謀人員通常為經驗豐富或仍在飛行作戰的軍官，包括副官、作戰軍官、情報軍官、導航軍官和技術軍官此外，每個聯隊都還有一支司令部本部小隊（Stabschwarm）。
戰鬥航空聯隊（Jagdgeschwader）為一支戰鬥機聯隊，通常配有如Bf 109或Fw 190那類同時具有戰鬥機與戰鬥轟炸機功能的機種。由數個以戰鬥機所組成的中隊（Jagdstaffel）組成的大隊（Gruppen）所組成。因此第1戰鬥航空團編號為JG 1，它的下轄的第1大隊編號則為I./JG 1和其第1中隊編號為1./JG 1。每個聯隊擁有約120架至125架的飛機。每一支大隊由大隊長（Kommandeur）指揮，中隊則由中隊長（Staffelkapitãn）指揮。然而這些軍官的任命並非以軍階為標準，甚至連少尉也可能指揮整支中隊。
德國的聯隊包括：轟炸機聯隊（Kampfgeschwader，簡稱KG）、夜間戰鬥機聯隊（Nachtjagdgeschwader，簡稱NJG）、俯衝轟炸機聯隊（Stukageschwader，簡稱StG）和相當於英國皇家空軍沿海司令部，負責巡邏、救援和搜索任務的海岸飛行大隊（Küstenfliegergruppen，簡稱Kü.Fl. Gr.）。專職的轟炸機大隊為轟炸大隊（Kampfgruppen，簡稱KGr），該單位約有80架至90架飛機。

## 作戰歷史

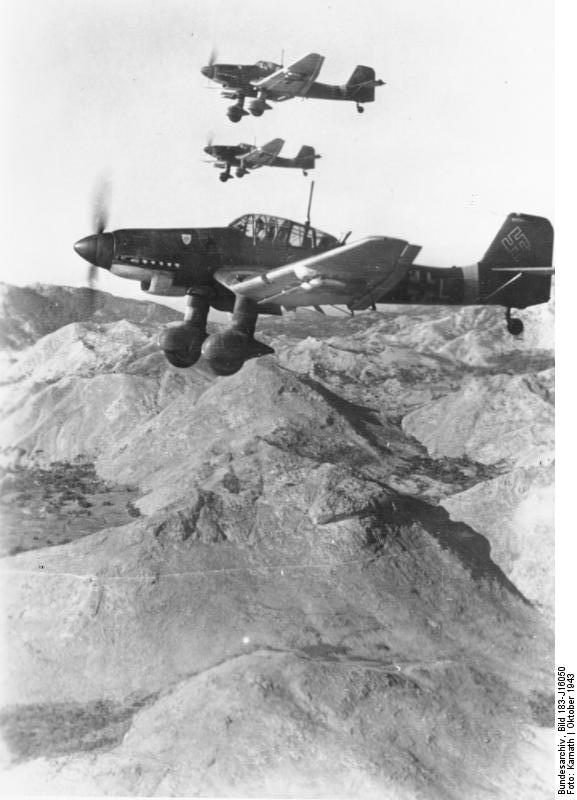
Ju 87為戰爭初期德國空軍力量的象徵之一。

德國空軍在西班牙內戰派遣兀鷹軍團介入，測試新型飛機和戰術，它們也幫助了長槍黨的弗朗西斯科·佛朗哥擊敗了共和軍，共約有2萬名德國飛行員獲得實戰經驗，使德國空軍之後在第二次世界大戰中有重要的優勢。兀鷹軍團在內戰中曾有一個惡名昭彰的行動「轟炸巴斯克的格爾尼卡」。此行動普遍被認為是德國試驗恐怖轟炸理論，但實際上德國並未蓄意對平民進行轟炸且僅將其視為支援地面部隊的軍事戰術行動，直到1942年才以平民為主要目標進行轟炸。
當第二次世界大戰爆發時，德國空軍是當時世界上最技術先進的空軍，並在其導火線「波蘭戰役」中迅速奪取了制空權。之後支援納粹德國陸軍作戰，短短5周就使波蘭軍潰敗。而德國空軍的表現被總司令部評價為「達到預期」。空軍已成為陸軍極為重要的支援力量，並掃蕩敵人局部的抵抗勢力。戈林對空軍的表現感到非常滿意。儘管德國空軍的指揮和駕駛能力均十分熟練，但此行動的成功應歸功於陸軍和空軍彈性與即興的問題獲得解決。空軍還有一項珍貴的資產「地對空通訊系統」，之後在法國戰役中發揮了至關重要的作用。
1940年春天德國空軍協助陸軍和戰爭海軍在威瑟演習作戰中大膽入侵挪威和丹麥。德國空軍在斯堪地那維亞獲得制空權，對最後盟軍撤出該地、德軍獲得勝利有決定性的貢獻。1940年夏德國空軍在法國戰役中取得意想不到的成功，它幫助摧毀了盟軍的3支空軍力量和在短短6星期裡使法國戰敗。然而德國空軍在敦刻尔克战役經歷了首次的失敗。儘管有劇烈的轟炸，德國空軍仍不能按照戈林的命令消滅英國遠征軍，使其保有有生力量繼續戰鬥。
在不列顛空戰中德國空軍經歷了首次真正的失敗。儘管重創了英國皇家空軍的基礎設施和在之後伦敦大轰炸中摧毀部份城市，仍沒有達到希特勒施行海獅計畫所必要的制空權。入侵英國的行動於1940年12月被取消，之後希特勒要求全軍準備位入侵蘇聯的巴巴羅薩作戰準備。

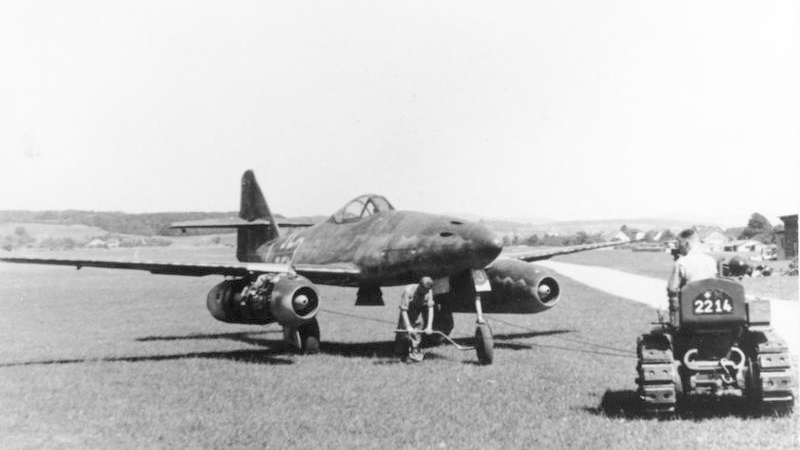
Me 262 A，為德國在戰爭後期生產，世界上第一種實用化噴氣式戰鬥機。

隔年春天德國空軍幫助軸心國盟友義大利在巴爾幹地區取得勝利，並持續支援義軍在中東、北非和地中海的戰鬥直到1945年5月。1941年6月德國入侵蘇聯。德國空軍在初期取得了巨大的勝利，摧毀了數千架蘇聯飛機，但並未完全摧毀蘇聯空軍。德國因為缺乏戰略轟炸機，無法摧毀蘇聯的戰爭工業。而隨著戰爭不斷延長，德國空軍的力量持續被削弱，蘇聯空軍不斷在增強。在史達林格勒會戰和庫斯克會戰後更確定了德意志國防軍在東線的戰敗。
與此同時德國空軍還要肩負德佔歐洲對抗逐漸增強力量的英國皇家空軍和美國陸軍航空軍。帝國保衛戰的行動更是嚴重削弱德國空軍的戰鬥機力量。儘管德國逐漸開發並生產許多先進的噴射與火箭式軍機，仍無法對抗壓倒性數量的盟軍和解決缺乏熟練飛行員和燃料的問題。德國空軍在1945年1月全部傾巢而出的底板行動後，再也沒有任何實質上的力量了。

## 疏忽與失敗

### 指揮上的錯誤：缺乏對空防禦

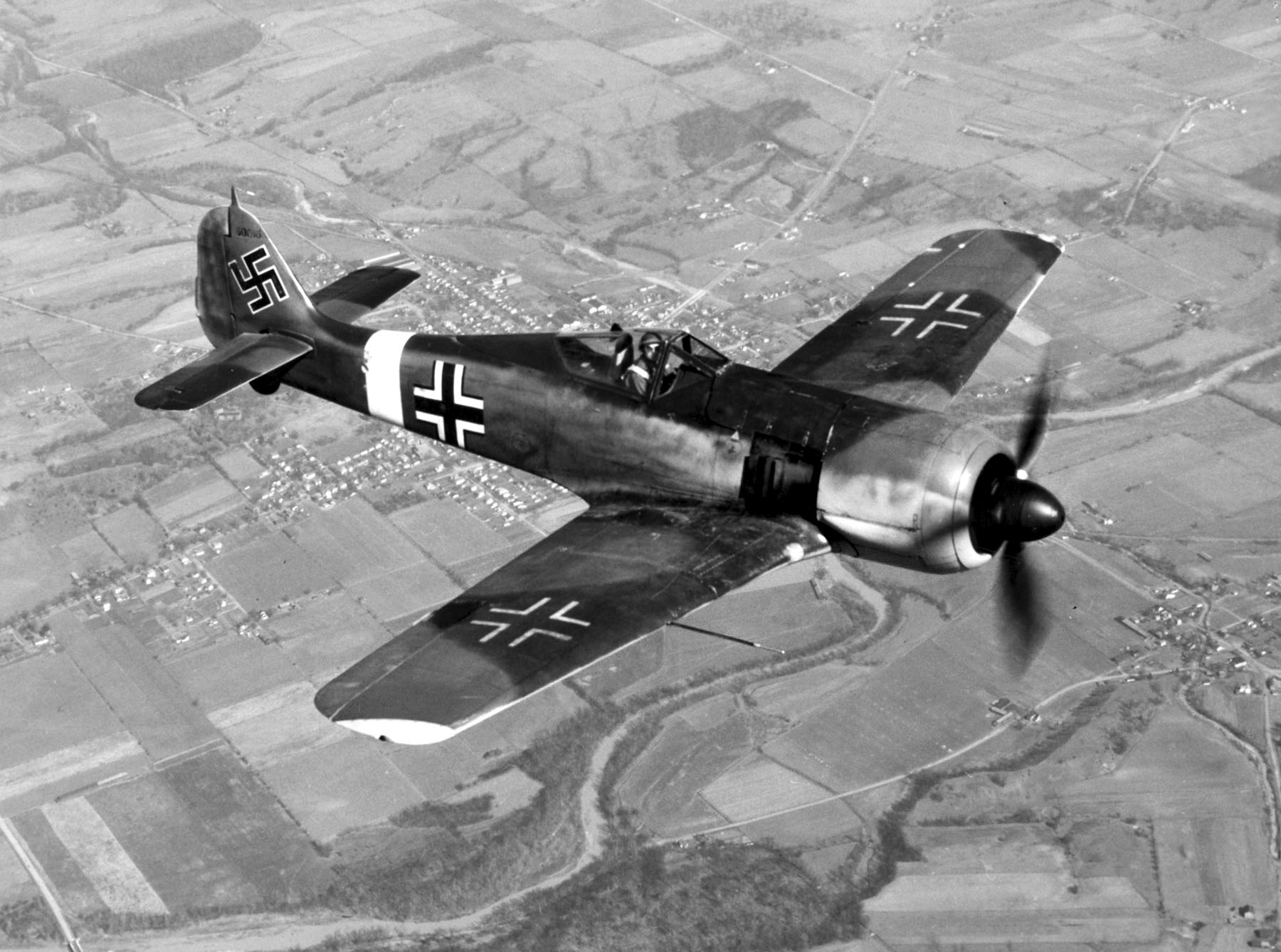
Fw 190，綽號「百舌鳥」。

德國空軍在帝國保衛戰行動的失敗是出於許多原因，在戰爭初期德國空軍缺乏有力的對空防禦系統、希特勒的外交政策使得德國過早進入戰爭狀態，空軍防禦體系尚未發展完成，被迫組建一些臨時性的防禦力量。
1939年至1940年期間，白天在德國佔領領土上的軍事行動並不多。防禦德國領空的責任在航空區指揮（Luftgaukommandos）上，防空系統主要依賴防空砲武器，但因為欠缺協調和通信不便使得成效頗低，高射砲和保護領空的飛機部隊缺乏同調，使得德國空軍在戰爭中備受煩擾。希特勒則特別關注防空砲的防禦，即便它的效果多差也是大眾的定心劑。
大部分西線的德國空軍飛機主要是對付英國皇家空軍白天對德國領空的突擊空襲。對盟軍來說，所幸德國空軍的戰略主要是注重攻擊力、專攻於一條戰線，並將大部分兵力投入了入侵蘇聯的巴巴羅薩作戰。空軍在1939年至1940年間對佔領區邊界的戰略僅有佈署數量少的戰鬥機，內陸地區則幾乎沒有。該區前線部隊甚至抱怨飛機的數量與性能，例如驅逐隊（Zerstörer）就表示缺乏擁有全天候作戰的飛機和強爬升力的Bf 109。德國空軍原本所擁有的科技優勢正逐漸消失，僅能倚靠新型飛機Fw 190。空軍元帥的米爾希也幫助烏德特增產飛機和引進更先進的戰鬥機機種。然而，他們在1941年9月18日的一次帝國工業理事會（Reich Industrial Council）會議中歸納出新世代的飛機無法使用，且必須不斷依需求生產舊式飛機。
戰鬥機部隊（Jagdwaffe）的建立過於慌亂，嚴重影響了它的質量，還有直到1943年都未統一指揮作戰更降低其作戰能力。在1939年建立了9支戰鬥機部隊後，直到1942年都未有新的相關單位被組建，並在1940年和1941年浪費了戰鬥機的戰力。德国国防军空军总司令部不但未規劃妥善的戰略、指揮風格保守和事件的處理欠缺計畫。特別是表現在配有專對付重型轟炸機20毫米和30毫米的機砲的特別突擊飛行隊（Sturmbock）單位。Fw 190和Bf 109的重量和生產數量不斷在增加來應付大批數量的盟軍飛機。

### 發展與裝備上的錯誤
德國空軍在整場戰爭中一項重大的失敗為沒有發展長距戰鬥機和轟炸機，使其無法進行有意義的戰略轟炸行動。然而這還需要考慮到德國的經濟狀況與極為有限的物資，主要的原物料如油和鋁也已用於大量戰術性的飛機上。因此在這種情勢下，德國空軍認為選擇戰術型中程航距和短航距的俯衝轟炸機最為理想。較有可能執行戰略轟炸任務的轟炸機聯隊（Kampfgeschwader）也無力攻擊戰略目標、有組織地對付戰鬥機的能力，更缺少長距離護航的戰鬥機。

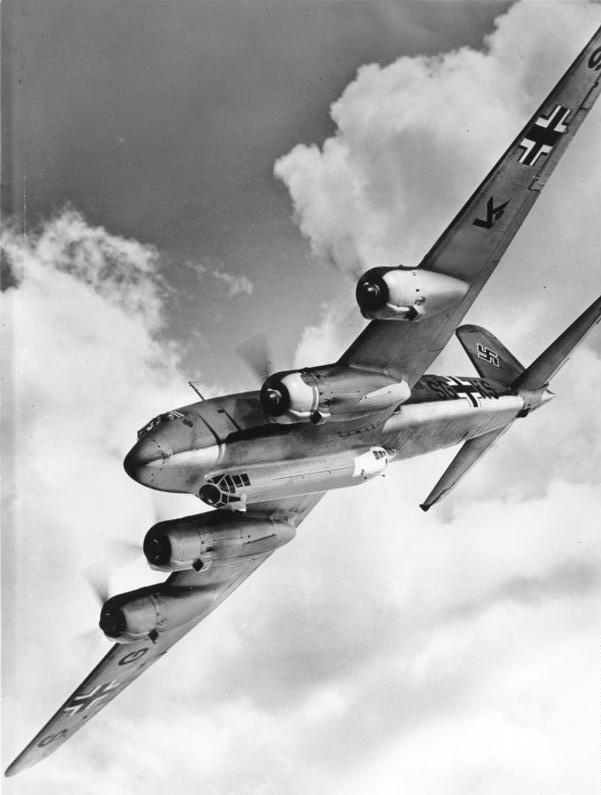
未在1939年至1941年期間在西線佈署海軍航空兵是德國空軍最大的錯誤之一，圖為Fw 200。

德國空軍另一個裝備發展上的失敗為海軍航空兵的欠缺。費爾麥上將曾表示成立一個海軍航空兵科來支援戰爭海軍的在大西洋和英吉利海峽的作戰行動。英國本土所需的食物和原物料大部分依賴它在亞洲的帝國殖民地和北美，能以海軍航空兵有效支援戰爭海軍的海上破交戰行動，因此費爾米在整個1938年到1939年期間極力堆動此事，海軍元帥埃里希·雷德爾更在1939年10月31日寫了一封用字強硬的信給戈林，要求他支持此計畫。在其飛機中He 115和Do 18這兩款飛行艇航速太慢且航距太短，最合適者為Do 217轟炸機，但有著生產上的問題。雷德爾甚至抱怨航空魚雷的低品質，雖然他們的設計是海軍的責任。如果沒有一個專門的海軍航空兵科，空軍在進行其相關任務時會極不順手。Fw 200「兀鷹式」雖因為缺乏速度和炸彈承載能力不適合作為一個轟炸機，卻適合進行破壞通商航線的任務。在1940年8月至1941年2月期間，Fw 200擊沉了盟軍85艘船，共363,000總噸。若德國空軍集中力量於海軍航空兵的使用，德國可能會贏得大西洋海戰的勝利。然而因為雷德爾沒能在戰爭前推動海軍航空兵，因此也並非全為德國空軍的責任。
德國帝國航空部缺乏將戰術和技術相結合的能力，使其開發的飛機更有效率地執行任務。
因此所有戰鬥機和轟炸機皆是因為成本便宜考量而往短程航距方向發展，而不是高質量的長距重轟炸機，這也是在戰爭初期的不列顛空戰中德軍失敗的主因。飛機的生產速度也慢，到1944年也未達到預計的生產數目。直到1944年，戰鬥機的生產也未被優先考量。
戰鬥機總監的阿道夫·加兰德也認為Me 262噴射戰鬥機因為錯誤的發展而使其過晚服役，若它能在1943年被德國空軍使用，空戰的結果將會變得難以預測。另外還有如Ju 87和Bf 109的服役時間過長，其機型已過時，後繼機無法在產線上取代它們。

### 生產量的不足

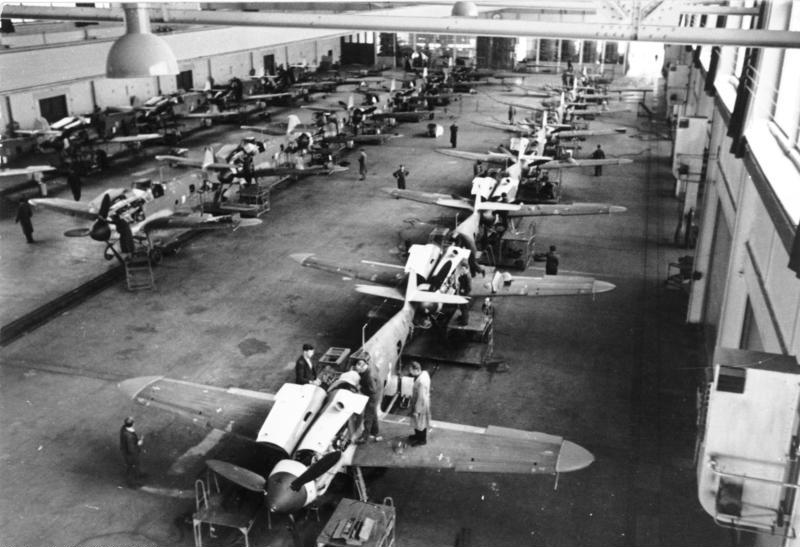
梅賽施密特公司的Bf-109生產廠

德國在生產上的失敗從一開始的不列顛空戰中即可看出。到1940年末德國空軍已經損失慘重，需要重組，但新生產的飛機無法填補其資源的消耗。部份原因歸咎於戰前生產計畫的失敗和陸軍的需求。此外，德國的飛機生產至1940年才踏上軌道。在戰鬥機生產方面，英國較原預定計畫產量還要多產出43％，而德國空軍在1940年夏天落後原預定計畫40％的產量。事實上德國空軍飛機的產量在1940年7月至11月間，已從每月227架降為177架。其中一個重要原因是因為德國空軍在1940年沒有足夠的力量和物資摧毀英國工業。在1941年，英國噴火（spitfire）戰機已完成實驗並投入戰場，當時德國空軍西線兵力主要面對該機型的威脅。同年德軍利用在不列顛空戰中的噴火，仿製出了fw190戰機，對德軍轟炸機的護航保障能力有著顯著提升。
德國空軍高層並未解決飛機生產量低而損失不斷上昇的問題，但戈林又計畫要在1941年擊敗蘇聯。米爾希因此對空軍生產管理加以改良，提高生產量，變成1941年每月平均產量達981架飛機（其中311架為戰鬥機）；而到了1942年則提高到1,296架飛機（其中434架為戰鬥機）。 
米爾希的產量提高計畫最初受到反對，但在6月他獲得足夠每月生產900架戰鬥機的資源。儘管產量已經增加，到了1941年至1942年期間的冬天僅有39％的戰鬥機可以用於作戰和60％可以接戰。到了1942年德國空軍生產了原250％的戰鬥機，而其中有196％為雙引擎機。
雖然在阿尔伯特·斯佩尔被任命為軍火部長後，產量一度有所上升，但隨著盟軍逐漸增強對德國工業的轟炸，造成不得不分散生產以降低損失，因此喪失了效率高的集中生產。1944年時德國的戰鬥機產量約有36,000架，但此時空軍已開始缺乏燃料和訓練有素的飛行員，使得產量提高的意義不大 。
空軍極限增產的努力已在1943年9月至1944年2月期間失敗，德國在蘇聯和北非中戰敗已可顯露出這點。儘管仍有多次戰術性的勝利，但在戰略上不斷失敗。儘管德國生產的工業水準並未下降，飛機卻太少，也來的太晚。

### 對飛行員錯誤的篩選標準和訓練
因為轟炸機兵種被優先考量，在篩選新進飛行員時通常是以此作為標準，導致其後缺乏優良的戰鬥機駕駛員。即使後來將生產線轉到戰鬥機上，德國空軍戰鬥機學校仍未提供更多優良的戰鬥機飛行員，其中一個原因是國防軍最高統帥部依舊認為空軍是一支「攻擊性」武器，並著重於培養轟炸機飛行員，這種態度一直持續到了1943年下半年。這樣的情勢使得後來德國在戰爭中後期的帝國保衛戰中失去許多戰鬥機飛行員而未能補足損失。為了補足其人員的耗損，其空軍訓練品質快速惡化，質量日漸下降，之後又因為油料的短缺使訓練變得更為簡陋。總體來說，當戰爭爆發後，德國空軍沒有對飛行員系統式地訓練編隊飛行、作戰訓練和接戰訓練，以及缺乏足夠的訓練設施。

### 領導階級的錯誤
戰爭爆發時，年輕的指揮官過早取代原本的將官。它們僅在戰場上學習經驗，而不能完全勝任其指揮之職。直到1943年德國空軍已陷入困境時，仍未有系統地培育其指揮官。德國空軍參謀部也缺乏足夠和接任經驗的幹部人員。此外，在戰爭初期德國空軍高層規劃了短而急促的訓練來彌補戰爭中的損失，使其德國空軍人員素質下降，也未對夜間戰鬥機的作戰進行訓練。事實上每當有人提出抗議時，漢斯·耶匈尼克就會說：「我們必須要先擊敗俄國，這樣我們就可以開始訓練」。

## 空軍地面部隊

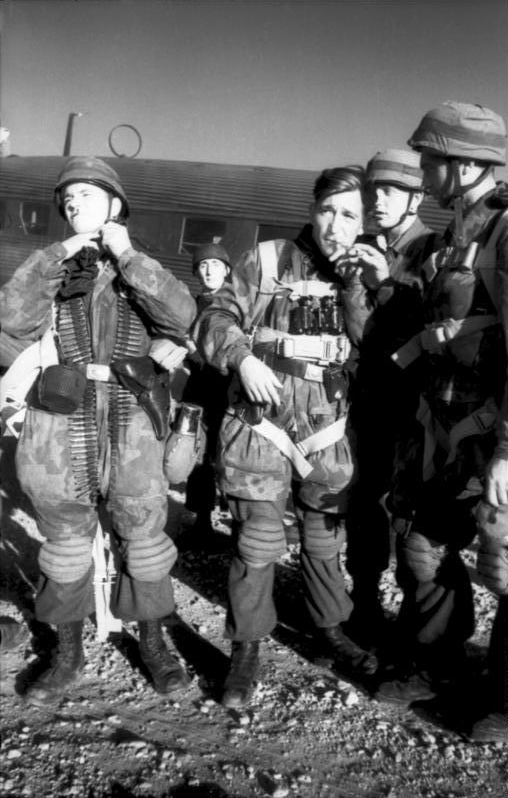
1943年12月11日，位於希臘的空降獵兵。

相較於其他國家的空軍部隊，德國空軍擁有許多地面部隊，其中還有一支傘兵部隊—空降獵兵。空降獵兵組建於1938年，它們在1940年–1941年期間在各地進行了空降作戰，最有名的行動為1940年5月佔領比利時要塞的埃本-埃美爾要塞戰役和海牙戰役，以及1941年5月的克里特島戰役。然而因為超過4,000名空降獵兵的成員於克里特島作戰中陣亡。從此再也沒有大規模的空降作戰，僅有在1943年的營救被罷免下台的墨索里尼的橡樹行動和打擊狄托南斯拉夫游擊隊的跳馬行動。其他時間裡多作為普通的步兵部隊使用。
戈林在1942年期間還有以空軍地勤人員組建數個空軍野戰師，但其戰鬥力素質低，多屬二線部隊。1943年還有一支不屬於空降獵兵的傘兵裝甲部隊—第1空降赫爾曼·戈林裝甲師，後來還在1944年發展到裝甲軍的規模。

## 納粹空軍的暴行

### 強制勞動

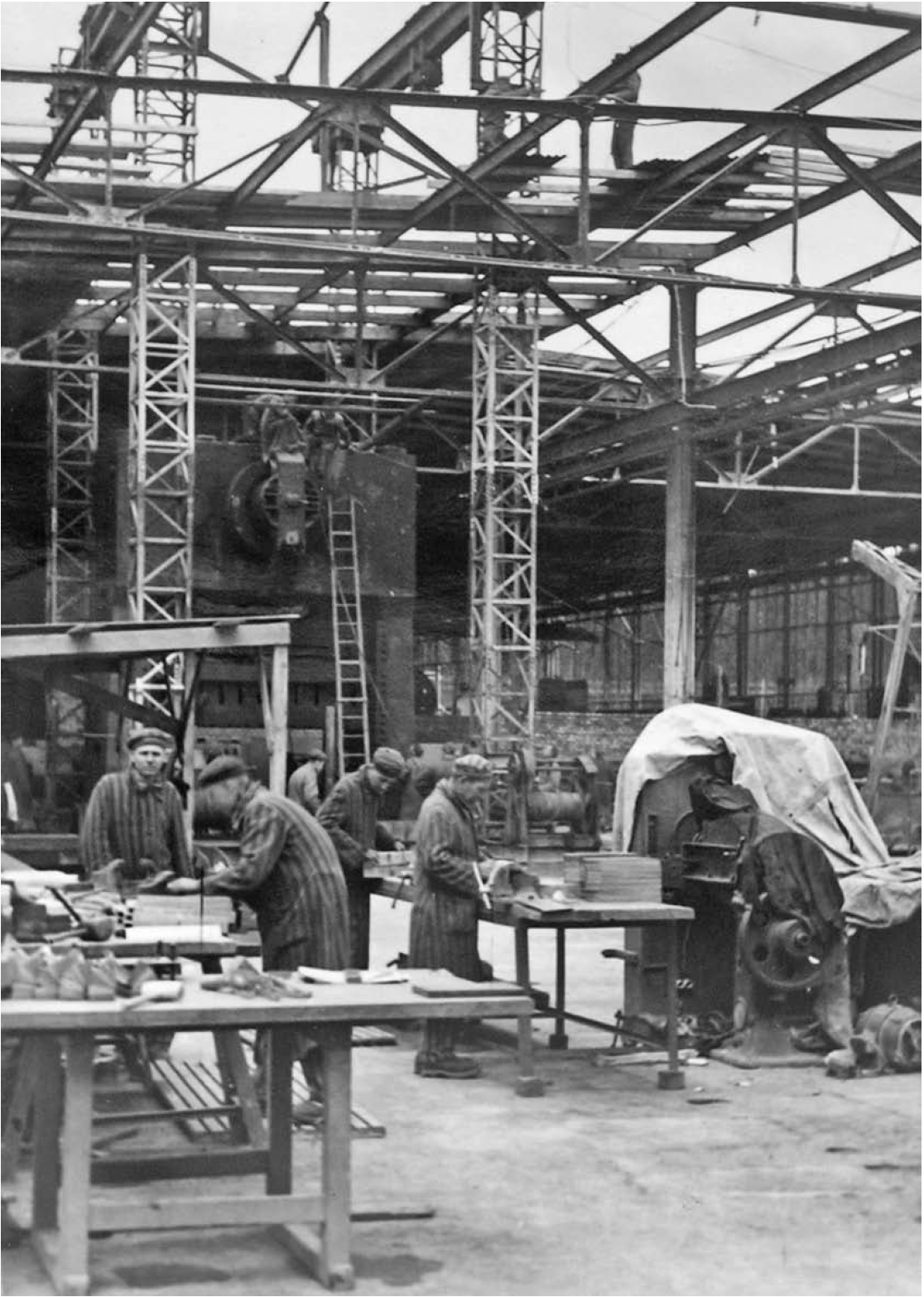
被迫在梅塞施密特飛機場工作的集中營囚犯。

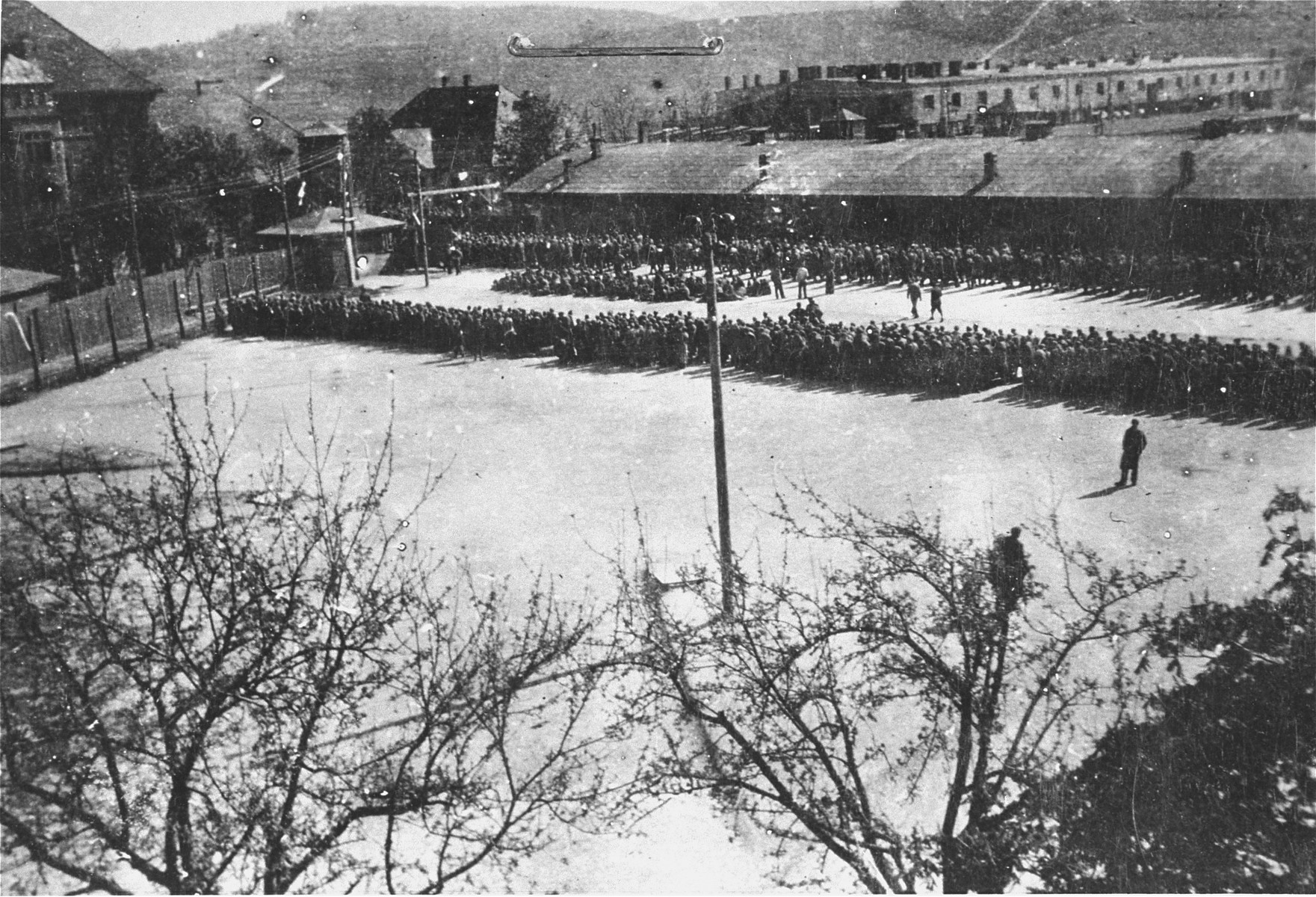
在梅爾科營（Melk）受點名的新達人員。這座隸屬毛特豪森-古森集中營的子營的多數看守都是來自德國空軍的士兵。

納粹德國空軍跟集中營有一定的關係，他們曾向多所集中營派遣看守，也建立工廠跟回收廠等好剝削集中營奴工從事生產。在1943年與1944年，為了減輕勞動力短缺的影響及保護生產不受盟軍攻擊，因此飛機生產開始移往集中營內部。當時德國其中兩座最大的飛機工廠分別位於毛特豪森-古森集中營及米特堡-朵拉集中营當中；此外，弗洛森比格集中營、布亨瓦德集中營、達豪集中營、拉文斯布呂克集中營、哥羅斯－羅森集中營、納特茲維萊－施度地和夫集中營、荷佐根布施集中營及諾恩乾母集中營等集中營也有飛機零件的生產工廠。
在1944年及1945年，有多達90,000名集中營囚犯從事飛機生產勞動，且在1944-45年冬天時有大約十分之一的集中營囚犯從事此類勞動；集中營奴工的數量也跟回應空軍對戰鬥機的需求增加有關，為了回應此種需求，集中營的囚犯數從1943年中期的大約224,000人增長到了1944年中期的大約524,000人，而這增長部分也跟驅逐匈牙利猶太人有關：匈牙利當局以獵殺員計畫來合理化此舉，在1944年5月至7月被驅逐的大約437,000名匈牙利猶太人中，有大約320,000人最後在奧斯威辛集中營被毒殺，其他人則被強制勞動，最終只有大約50,000人生還。
大約1,000體的Me 262戰鬥機是在毛特豪森-古森集中營的勞動子營古森集中營生產的，而此處囚犯被關押後的平均餘命大約是六個月。在1944年，在雷根斯堡生產的、作為德國空軍骨幹戰機的Bf 109戰鬥機，有大約三分之一都源自古森集中營及弗洛森比格集中營；此外，作為埃德蒙·蓋倫伯格指導的沙漠計畫一部分，米特堡-朵拉集中营的奴工被用以生產來自頁岩油的合成機油，以彌補因盟軍轟炸而減少的石油生產；此外，為了生產燃油，納粹建立了大約三座集中營子營並使用了大約15,000名奴工，其中有超過3,500人死亡，位於愛沙尼亞的外瓦羅集中營也是為了榨取頁岩油而建的，有大約20,000名奴工在外瓦羅集中營工作，其中有超過1,500人死亡。

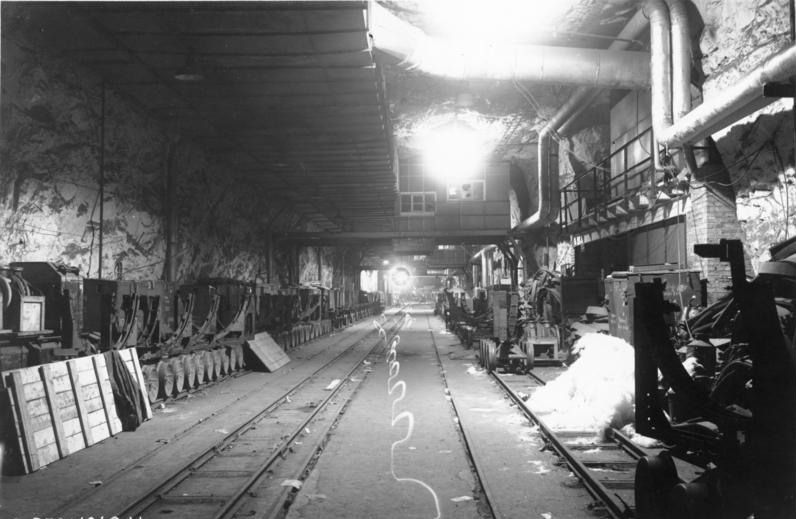
在納粹中央工廠進行的V-1巡弋飛彈與V-2火箭生產，這些飛彈的生產導致超過12,000人死亡。

納粹德國空軍也常常以奴工維護機場，施圖特霍夫集中營的五個子營的數千名囚犯在機場工作。靠近其他一些集中營及納粹隔都的機場也都由集中營囚犯建造或維護。在空軍的命令下，布亨瓦德集中營及荷佐根布施集中營的囚犯常分別被強迫去拆除掉落在杜塞爾多夫及吕伐登一帶的炸彈。
數千名空軍士兵在集中營擔任看守。奧斯威辛集中營有一座由空軍士兵看守的彈藥工廠；此外有大約2,700名空軍士兵在布亨瓦德集中營擔任看守。多處集中營及其子營的工作人員主要來自空軍士兵。根據《集中營與隔都百科》的說法，德意志國防軍各分支在集中營中經營自己所用的產品的工廠是常態。此外，在1944年，為了彌補看守短缺的問題，許多空軍士兵都到集中營工作。

### 其他罪行
1941年，克里特島戰役後，空降獵兵曾屠殺克里特島多座村莊的村民，詳情可見孔多馬里村屠殺、毀滅坎達諾斯村等文。
1941年，德國空軍代表進行有關預防和治療低溫症的實驗。冷凍／低溫症實驗由納粹高層人員指揮，模擬德軍在東線戰場因準備不足而遭受困難的環境條件。主要的實驗地點是達豪集中營和奥斯威辛集中营。達豪集中營的黨衛隊醫生—西格蒙德·雷歇爾博士，在1942年的醫學會議中直接報告希姆萊和宣傳其冷凍實驗的結果，標題為「由冬季和海所產生的醫療問題」（Medical Problems Arising from Sea and Winter），約有100人死於這類實驗中。
1942年初，達豪集中營的囚犯被雷歇爾用於高空中測試彈射椅。還有在低壓的压力容器中使囚犯模擬2.0萬公尺的高空狀態。另外還有傳聞雷歇爾會解剖初次實驗倖存者的大腦接受實驗的200名對象中，有80人當場死亡，其餘者則被處決。

## 標誌與佩章

### 代表性旗幟
| 軍旗（1938年－1945年） |
| 軍旗（1938年－1945年） |

| 空軍總司令旗（1935年－1938年） |
| 空軍總司令旗（1935年－1938年） |
| 空軍總司令旗（1935年－1938年） |

### 飛機標識
| 窄邊黑十字，用於飛機機翼上部 |
| 窄邊黑十字，用於飛機機翼上部 |

| 寬邊黑十字，用於飛機機翼下部及飛機腹部 |
| 寬邊黑十字，用於飛機機翼下部及飛機腹部 |

| 早期用於飛機尾翼左側的標誌 |
| 早期用於飛機尾翼左側的標誌 |

| 早期用於飛機尾翼右側的標誌 |
| 早期用於飛機尾翼右側的標誌 |

| 後期用於飛機尾翼兩側的標誌，即卐字符（戰爭後期省略白外框） |
| 後期用於飛機尾翼兩側的標誌，即卐字符（戰爭後期省略白外框） |

### 帽徽
| 鋼盔兩側的徽章 |
| 鋼盔兩側的徽章 |

### 胸徽
| 胸徽 |
| 胸徽 |

| 空降獵兵胸徽 |
| 空降獵兵胸徽 |

## 註解
1. ↑  在1944年一月，梅塞施密特及其合約商使用了至少7564名集中營囚犯，亨克爾及其子公司則用了至少9724名集中營囚犯；而容克斯則用了至少1571名集中營囚犯。[76]亨克爾在梅萊茨集中營（英语：Mielec concentration camp）以及[79]作為毛特豪森-古森集中營子集中營的溫－夫羅里地多夫營（Wien-Floridsdorf）、[80]新達布呂爾營（Hinterbrühl）[81]及施威哈地營（Schwechat）[82]等集中營當中使用了奴工；容克斯在維也納紐多夫營（Wiener Neudorf，也是毛特豪森-古森集中營的子集中營）有工廠，[83]在布亨瓦德集中營的子集中營姆爾豪森營（Mühlhausen）、[84]施淡貝打營（Stempeda）[85]及哈宗根營（Harzungen）等也有工廠[86]
2. ↑  Buchenwald,[98] Dachau,[99] Flossenbürg,[100] Gross-Rosen,[101] Herzogenbusch,[102] and Hinzert[103]
3. ↑  Krewo ghetto,[104] Baranowicze ghetto,[105] and Stołpce ghetto[106]
4. ↑  詳細列表可見納粹德國空軍在集中營的看守一文。